# Daleke
Daleke (en (ucraïnès): Далеке) és un poble de la República Autònoma de Crimea a Ucraïna, que el 2014 tenia 782 habitants. Pertany al districte de Txornomórske.